# 黒木の方
黒木の方（くろきのかた、生没年不詳）は、戦国時代の女性、公家山科言綱の正室。
藤原北家勧修寺流中御門家（名家）の生まれで、父は権大納言中御門宣胤。弟に中御門宣秀、姉は駿河国の戦国大名・今川氏親の正室寿桂尼。子はなし。名は不詳。妹が寿桂尼という関係で、妹を頼って駿河に下向していたとされる。また、夫の山科言綱の子・山科言継（母は黒木の方ではなく、法印亮快の娘）は、黒木の方の妹寿桂尼の孫今川氏真と交流し、弘治2年（1556年）から翌年にかけての駿河下向の際の『言継卿記』は、貴重な史料となっている。